# همفري فورمان
همفري فورمان (بالإنجليزية: Humphrey Forman)‏ (26 أبريل 1888 - 21 مايو 1923) هو لاعب كريكت بريطاني (وحمل سابقاً جنسية المملكة المتحدة لبريطانيا العظمى وأيرلندا).